# Кирил Дженев
Кирил Дженев е български педагог хореограф със съществен принос в развитието на българския сценичен фолклор. Ръководител на Държавния фолклорен ансамбъл „Тракия“, професор във Висшия музикално-педагогически институт в Пловдив (днес Академия за музикално, танцово и изобразително изкуство).

## Биография
Роден е в Бургас в 1922 г. Завършва икономика в Софийския университет в 1950 г., но призванието му са народните танци.
Създава в 1974 г. в Пловдив Държавния фолклорен ансамбъл „Тракия“, на който е дългогодишен главен художествен ръководител. Признат като изтъкнат педагог хореограф, паралелно публикува и научни изследвания. 
Разкрива специалност „Българска народна хореография“ към Висшия музикално-педагогически институт в Пловдив, днес Академия за музикално, танцово и изобразително изкуство „Проф. Асен Диамандиев“ (АМТТИ).
Избран е за зам.-ректор на АМТИИ в 1976 година. 
Почетен гражданин на Пловдив от 2006.

## Произведения
Посочените книги са на издателство „Наука и изкуство“:
- „Копаница (Мъжки шопски танц из Софийско)“, 1958
- „Болгарские народные танцы“ (на руски език) – в съавторство с Райна Кацарова-Кукудова, 1958
- „Терминология на българската хореография с приложения на български народни танци“ – в колектив, 1960
- „Теория за строежа на движенията в българската народна хореография“ – в съавторство с Кирил Харалампиев, 1965
- „Български сценични танци“ – сборник, 1968
- „Универсален танцопис“ – в съавторство с Кирил Харалампиев, 1971
- „Кинетография“ – учебник по режисура и хореография на танца, 1979